# العلاقات الأنغولية الإكوادورية
العلاقات الأنغولية الإكوادورية هي العلاقات الثنائية التي تجمع بين أنغولا والإكوادور.

## مقارنة بين البلدين
هذه مقارنة عامة ومرجعية للدولتين:
| وجه المقارنة                                              | أنغولا           | الإكوادور                      |
| --------------------------------------------------------- | ---------------- | ------------------------------ |
| المساحة (كم2)                                             | 1.25 مليون       | 283.56 ألف                     |
| عدد السكان (نسمة)                                         | 29.78 مليون      | 16.62 مليون                    |
| الكثافة السكانية (ن./كم²)                                 | 23.82            | 58.61                          |
| العاصمة                                                   | لواندا           | كيتو                           |
| اللغة الرسمية                                             | اللغة البرتغالية | اللغة الإسبانية، كيشوا ‏، شوار ‏ |
| العملة                                                    | كوانزا أنغولي    | دولار أمريكي، سوكري إكوادوري   |
| الناتج المحلي الإجمالي (بليون دولار)                      | 124.21 مليار     | 103.06 مليار                   |
| الناتج المحلي الإجمالي (تعادل القوة الشرائية) بليون دولار | 184.83 مليار     | 185.24 مليار                   |
| الناتج المحلي الإجمالي الاسمي للفرد دولار أمريكي          | 4.10 ألف         | 6.21 ألف                       |
| الناتج المحلي الإجمالي للفرد دولار أمريكي                 |                  | 11.37 ألف                      |
| مؤشر التنمية البشرية                                      | 0.533            | 0.746                          |
| رمز المكالمات الدولي                                      | +244             | +593                           |
| رمز الإنترنت                                              | .ao              | .ec                            |
| المنطقة الزمنية                                           | ت ع م+01:00      | 00                             |

## منظمات دولية مشتركة
يشترك البلدان في عضوية مجموعة من المنظمات الدولية، منها:
| علم المنظمة | اسم المنظمة                        | تاريخ انضمام أنغولا | تاريخ انضمام الإكوادور |
| ----------- | ---------------------------------- | ------------------- | ---------------------- |
|             | منظمة الشرطة الجنائية الدولية      | ?                   | ?                      |
|             | منظمة التجارة العالمية             | ?                   | ?                      |
|             | منظمة حظر الأسلحة الكيميائية       | ?                   | ?                      |
|             | مؤسسة التمويل الدولية              | 19 سبتمبر 1989      | 20 يوليو 1956          |
|             | يونسكو                             | 11 مارس 1977        | 22 يناير 1947          |
|             | البنك الدولي للإنشاء والتعمير      | 19 سبتمبر 1989      | 28 ديسمبر 1945         |
|             | مؤسسة التنمية الدولية              | 19 سبتمبر 1989      | 7 نوفمبر 1961          |
|             | الأمم المتحدة                      | 1 ديسمبر 1976       | 21 ديسمبر 1945         |
|             | وكالة ضمان الاستثمار متعدد الأطراف | 19 سبتمبر 1989      | 12 أبريل 1988          |
|             | الاتحاد الدولي للاتصالات           | 13 أكتوبر 1976      | 17 أبريل 1920          |
|             | الاتحاد البريدي العالمي            | ?                   | ?                      |

## وصلات خارجية
- موقع وزارة الخارجية الأنغولية
- موقع وزارة الخارجية الإكوادورية